# Chiesa di San Giovanni Battista (Cesano Boscone)
La Chiesa parrocchiale di San Giovanni Battista fa parte del decanato di Cesano Boscone che si inserisce nella zona pastorale VI di Melegnano che è una delle sette zone pastorali in cui l'Arcidiocesi di Milano, dal 1971/72, si divide. Fino al XX secolo è stata sede della pieve di Cesano Boscone.

## Storia
Gli scavi del 1995 effettuati in occasione del restauro artistico e strutturale della Chiesa di San Giovanni Battista, hanno portato alla luce la presenza di reperti che testimoniano l'esistenza di diverse chiese che furono costruite nel corso del tempo sulla stessa area:
1. risalente al VI-VIII secolo, la prima, a unica navata e a forma di croce, di dimensioni pari a un quarto rispetto alla planimetria della sesta chiesa di cui sotto;
2. del IX-X secolo la seconda che, con l'inglobare un atrio antistante, raddoppia la dimensione rispetto alla precedente;
3. del periodo romanico è testimonianza la costruzione di alcuni muri ancora visibili nel battistero;
4. la quarta, la cui descrizione appare anche in una pianta fatta disegnare da San Carlo Borromeo, con i sei pilastri che la dividevano in tre navate e con tre absidi, si presentava doppia in larghezza rispetto alla precedente pur mantenendo la stessa dimensione in lunghezza;
5. un'ulteriore modifica venne apportata nel 1780 con la sostituzione delle tre absidi con strutture a ferro di cavallo che sono visibili lungo il coro e il presbiterio;
6. e infine la sesta, sorta nel 1899 a seguito dell'abbattimento della precedente di cui però vennero mantenuti le aggiunte del 1780 e una parte del muro meridionale con una superficie leggermente più ampia per l'avanzamento della facciata sul lato della piazza.[4]

Gli scavi effettuati nel corso del tempo (per citarne solo alcuni, 1899, 1905, 1912, 1922, 1949, 1976, 1995), hanno anche evidenziato e portato alla luce colonne mozze, capitelli, stele funerarie, ossa di morti, guerrieri, armi, battisteri, tombe antiche e moderne, tombe a cappuccina, ara votiva di Tizio Cassiano, ara di Lucio Ursio Ermete, sarcofago Romano, serie di tombe che sembrerebbero risalire all'epoca longobarda, monete del IV secolo. Molti dei reperti pervenuti negli scavi del 1905, così come si legge nel Chronicon di Don Caldirola, vennero inviati al Museo Archeologico del Castello di Milano.
Dagli scavi è emerso che da sempre l'area veniva utilizzata per seppellire i morti, testimoniato questo dal ritrovamento di ossa e tombe.
Grazie allo studio avviato a seguito dei lavori del 1995 dalla Società Storica Lombarda di Archeologia (Giuliana Righetto, Carla Pagani e Flavio Fortin) e dalla Soprintendenza Archeologica della Lombardia (Anna Ceresa Mori) è possibile individuare alcuni aspetti delle fasi in cui la chiesa è andata architettonicamente evolvendosi.

### Fase I (VI-VIII secolo)
Sorta sull'area che in epoca romana venne utilizzata come luogo sacro e necropoli, la prima chiesa occupava un quarto dell'attuale e aveva forma rettangolare con a est un'abside e una balaustrina probabilmente usata come divisorio tra il presbiterio e la navata dei fedeli. Si presentava con una forma a T e nella parte a nord sono emersi molti resti di ossa. A ovest era preceduta da un atrio. Per quanto riguarda il pavimento, è possibile fosse ricoperto da cocciopesto rossastro. La presenza nei muri perimetrali di frammenti architettonici del periodo romano è testimonianza di un consistente insediamento romano in questa zona. È ipotizzabile, dai resti ritrovati, così come testimoniato dalle esperte incaricate di sovrintendere agli scavi (Ceresa Mori, Righetto), che la chiesa abbia avuto funzione cimiteriale e battesimale. L'edificio era rivolto a oriente, ed era luogo di celebrazione eucaristica. Si fa risalire per tradizione la fondazione della chiesa di Cesano alla regina longobarda Teodolinda ma questo su fonti di terza mano, in modo indiretto nelle parole del prevosto, in una sua relazione del 1685. Uno studio che ha analizzato i reperti sembrerebbe propendere per la verità di questa supposizione.

### Fase II e III (IX-X secolo) (XI- XII secolo)
In questo periodo, la chiesa subisce profonde trasformazioni con l'eliminazione delle pareti divisorie tra atrio e navata. Anche qui i resti rinvenuti, relativi a sepolture, fanno pensare che fosse utilizzata come chiesa cimiteriale. Rispetto alla precedente, sembra mantenere la larghezza ma raddoppia in lunghezza, inglobando l'antico atrio. Gli scavi hanno portato alla luce una trentina di tombe con relative ossa. Poche sono le testimonianze della fase III dove, dalla relazione Ceresa Mori-Righetto, si sottolinea l'uso di tecniche di costruzione in opus spicatum, ovvero con i laterizi che si presentano disposti a spina di pesce. Un esempio lo si può vedere nel nuovo battistero.

### Fase IV
Dagli scavi è emersa una pianta che corrisponde a quella fatta disegnare da San Carlo Borromeo. Rispetto all'epoca precedente, le dimensioni in larghezza risultano raddoppiate mentre la lunghezza rimane invariata. La chiesa presentava tre absidi e sei pilastri che la dividevano in tre navate. Sono emersi cinque dei sei pilastri, l'abside centrale e una parte di quelli laterali, il muro d'ingresso e la base del campanile. Più corta di quella attuale ma di pari larghezza. Il campanile era interno e dietro l'altare era collocato il coro. Nella pianta di San Carlo si legge: "Descrizione della Chiesa Prepositurale Collegiata de s. Gio Battista capo di Pieve" che ne sottolinea tutta l'importanza. Nonostante la pianta di San Carlo, non vi è certezza di quando la chiesa abbia avuto origine né di quale forma avesse in questa fase rispetto alla fase Cinquecentesca. Ancora nel 1685, la chiesa non sembrava aver subito profondi cambiamenti, così come si legge in una descrizione che ne fa il prevosto Opicelli.

### Fasi successive
Nel corso del Settecento ci sono piccoli interventi. In generale, la chiesa presenta nuove cappelle e nicchie lungo le navate laterali che, insieme alla navata centrale, si chiudono a oriente con le absidi e con tre altari. Una nicchia è a sinistra, mentre a destra ci sono la cappella di s. Antonio e il battistero. In questo periodo appare l'organo. Le descrizioni delle visite pastorali consentono di avere contezza della struttura e dei cambiamenti della chiesa. Durante la visita del cardinale Pozzobonelli del 1747, la chiesa risulta mantenere le stesse caratteristiche che presentava alla precedente visita, iniziano a interessare maggiormente i dipinti. I primi cambiamenti di un certo peso si hanno nel 1780 dove prende avvio un progetto per l'ampliamento della chiesa con l'aggiunta di un nuovo spazio per presbiterio e coro. I nuovi lavori ottennero il benestare per poter partire, nel 1778. Vennero fatti altri interventi nel corso del primo Ottocento (rifatto il pavimento, restaurati i dipinti nella cappella della Madonna, donati i quadretti della via Crucis e tappeti, allargata la porta, pagati paramenti, riattivato l'organo). Ma non furono sufficienti. Don Domenico Pogliani si trovò nella necessità di portare avanti interventi di rilievo. Primo tra tutti la sacrestia ancora non presente. Nel 1899 venne dato il benestare, dall'ufficio regionale, per la completa demolizione. Ci si attivò anche presso la popolazione per reperire le somme necessarie per la ricostruzione. Il contributo maggiore provenne dal Comune che investì 14.000 lire, deliberando l'intervento nella seduta del 22 dicembre 1897. La costruzione della chiesa fu rapida e venne consacrata dal Vescovo ausiliare e Vicario generale della Diocesi Angelo Mantegazza il 4 settembre 1899. Le reliquie dei santi martiri Protasio e Gervasio, di s. Evasio vescovo di Casale e dei ss. Marzio e Marziale vennero inseriti nell'altare maggiore. La chiesa venne dedicata al nome e memoria di San Giovanni Battista. Presenta una navata, con un coro, la cappella di Maria, e quella del Sacro Cuore. Tra il 1900 e il 1922 vennero effettuati interventi di abbellimento. Come già accennato sopra, dal 1900 al 1995 vennero svolti diversi interventi di restauro legati al normale deterioramento o, a seguito della guerra o del terremoto del 1951. Nel 1960 fu la volta di un nuovo pavimento donato alla parrocchia dal commendator Giromini; sempre nello stesso anno venne collocata la nuova mensa marmorea dell'altare dall'architetto Giancarlo Malchiodi, sistemando anche balaustre e giardini. Il 30 aprile 1960 monsignor Pignedoli consacrò l'altare.
Negli anni Novanta si sentì nuovamente l'esigenza di intervenire in modo determinato con tutta una serie di restauri artistici e strutturali. Il 4 giugno 1995 vi fu l'apertura del cantiere ma solo dopo il nulla osta del 23 settembre da parte della Sovrintendenza si poté procedere senza interruzione. La ditta F.lli Tarantola di Rosate eseguì i lavori su progettazione dell'architetto Gianfranco Donadelli di Lecco e sotto la direzione del geometra Umberto Radici di Rosate, mentre la ditta Giacomo Luzzana di Civate (Lecco) si occupò dei restauri artistico-pittorici.
Gli scavi e i ritrovamenti furono occasione di visite guidate e riscoperte da parte dell'intera collettività. La parrocchia distribuì anche un opuscolo illustrativo.
Per nove mesi la chiesa non fu agibile e per l'esercizio delle funzioni si utilizzarono locali alternativi: la cappella delle Suore, la chiesa della Sacra Famiglia, e il Cinema Cristallo.
Il 12 novembre 1995, completata la copertura della pavimentazione che ne lasciava però intravedere alcune parti, ci fu una cerimonia dove il geometra Radici, che ne seguì i lavori, fece un resoconto di tutta la vicenda. Seppure non ancora del tutto terminata le celebrazioni furono riprese con regolarità, all'interno della chiesa, dal 24 marzo 1996.

## Descrizione

### Esterno
All'esterno la chiesa sembra essere formata da due parti distinte. Il presbiterio e l'abside sono del 1780 su progettazione dell'architetto Tazzini. La navata, progettata nel 1898-1899 dall'ingegnere Giuseppe Monti, ha la forma di un rettangolo, su di essa le curvature delle due cappelle al nord, tra le quali quella della Madonna, e a sud quella del S. Cuore. In alto i cinque finestroni circolari, il sesto è verso il campanile. Il nuovo campanile venne costruito nel 1899. Le campane presentano decorazioni. Nel 1928 venne completata la facciata, opera dell'architetto Ghiringhelli e dell'ingegnere Monti: presenta tre porte; sulle due minori un piccolo timpano triangolare sopra al quale due stemmi, a sinistra papa Pio IX e a destra l'arcivescovo cardinale Tosi; sopra il timpano della porta centrale, una lunetta con un affresco (Madonna con San Giuseppe e San Giovanni Battista). Le decorazioni sono dei Pittori Felli e Femoli. Nel 1986 venne inserito il rosone dell'artista Foderati. Nelle nicchie due statue in cemento: sulla sinistra s. Francesco e sulla destra s. Luigi. La croce sopra il timpano è del 1990.

### Interno
La chiesa a una navata, presenta all'interno la cappellina con il battistero, le due cappelle (cappella della Madonna del Rosario, del Sacro Cuore, costruite nel 1906), e i pilastri. Tutte le pareti vennero restaurate nel 1995.
Per quanto riguarda le decorazioni, del pittore Eugenio Cisterna sono i dipinti del 1906 dell'abside (Agnello con libro dei sette sigilli al centro, due angeli con cartigli ai lati; intorno la scritta "MAJOR PROPHETA JOANNE BAPTISTA NEMO EST"; altri angeli sono presenti nelle due vetrate; sulla volta del presbiterio la gloria di San Giovanni Battista mentre viene sollevato dagli angeli al cielo).
Del pittore Giovan Battista Femoli dovrebbero essere le decorazioni della navata risalenti al 1922. Sei medaglioni si trovano nel lunotto e nel semicerchio delle sei finestre (San Domenico, Santa Rosalia, Sant'Edoardo, San Giuseppe, Sant'Elvira, San Sebastiano).
Nel 1901 vennero poste nel presbiterio le tele di Giustiniani da Subiaco: Cristo giudicato da Pilato, e Il giudizio finale.
Due tele sono presenti all'ingresso: Il Battista predica a Erode; Il Battista in carcere.
Un dipinto olio su tela rappresenta s. Rita, mentre una tela del Settecento la Madonna e santi; e sempre settecentesca è la tela indicata come La Madonna offre il bambino a santa Francesca Romana.
Di interesse anche l'organo che venne restaurato nel 1946 dopo i bombardamenti; revisionato completamente nel 1985-1986, venne inaugurato il 28 settembre 1985 con un concerto diretto dal maestro Francesco Catena.
D'impatto sono anche il coro e i mobili della sacrestia in noce. Sempre in legno e di interesse sono le due grandi croci. La via Crucis in legno venne realizzata nel 1962 dalla ditta Francesco Comploj di Ortisei.